# QT Marshall
Michael Cuellari (nacido el 16 de julio de 1985) es un luchador profesional estadounidense, más conocido por el nombre del ring QT Marshall. Es conocido por su trabajo para Ring of Honor (ROH) y como el actual propietario de One Fall Power Factory. Actualmente tiene un documental sobre su prueba para WWE llamado The Wrestler: A QT Marshall Story. El documental ha ganado el Mejor Documental en el Festival de Cine Comic-Con de San Diego 2017. Actualmente trabaja para All Elite Wrestling (AEW) como productor asociado.

## Carrera profesional de lucha libre

### Carrera temprana
Marshall fue entrenado en Monster Factory antes de debutar en 2004.

### Ring of Honor (2012-2016; 2017-2018)
Después de apariciones esporádicas para Ring of Honor, Marshall ganó un contrato de ROH al derrotar a Matt Taven, Antonio Thomas y Vinny Marseglia en un combate de supervivencia en cuatro esquinas en Boiling Point 2012. Marshall fue emparejado a menudo con RD Evans como su mánager o compañero de equipo como un dúo de comedia conocido como Marshall Law. Marshall hizo su última aparición regular para ROH en 2016, haciendo equipo con Punisher Martinez para derrotar a Leon St. Giovanni y Shaheem Ali en un partido oscuro.
Marshall regresó a ROH en las grabaciones televisivas del 29 de julio junto con Ian Riccaboni y Colt Cabana en comentarios durante un partido entre Shane Taylor y Josh Woods. Después del combate, Taylor atacó a Woods a instancias de Marshall, quien se reveló que le estaba pagando a Taylor para que lo hiciera. En las grabaciones de televisión del 26 de agosto que se emitieron en sindicación durante el fin de semana del 23 al 24 de septiembre, Woods obtuvo su venganza al derrotar a Marshall en un combate regular mediante sumisión a un tobillo. Marshall reapareció en las grabaciones de televisión del 10 de febrero de 2018, que se transmitieron el fin de semana del 10 de marzo, en el Center Stage en Atlanta, Georgia, participando en un Battle Royal calificador para una oportunidad en el Campeonato Mundial de Televisión ROH, durante el cual golpearía accidentalmente a Taylor, por quien luego sería eliminado rápidamente.

### WWE (2013-2017)
Marshall hizo su debut en NXT (aunque no firmó un contrato) el 18 de septiembre de 2013 bajo el nombre de Michael Q. Laurie, una obra de teatro sobre su nombre de nacimiento, perdiendo ante Aiden English. El 30 de enero de 2014, Marshall regresó usando su nombre real, haciendo equipo con John Icarino y perdiendo contra The Ascension. Marshall hizo otra aparición en NXT en 2016, perdiendo ante el Baron Corbin en poco más de un minuto. Su última aparición fue el 29 de marzo de 2017, bajo el nombre de Mike Marshall y se unió a Jonathan Ortagun para perder contra el equipo de Otis Dozovic y Tucker Knight.

### All Elite Wrestling (2019-2023)
Marshall está trabajando con All Elite Wrestling (AEW) como productor asociado. Hizo su debut en el ring AEW haciendo equipo con Peter Avalon en AEW Dark, perdiendo ante Dustin Rhodes y Sonny Kiss. Más tarde debutó en el programa principal, AEW Dynamite, haciendo equipo con Alex Reynolds y John Silver, perdiendo ante Trent?, Chuck Taylor y Orange Cassidy.
Desde diciembre de 2019 hasta marzo de 2021, Marshell se unió al grupo de Cody Rhodes, The Nightmare Family. Por lo general, hacía equipo con Dustin Rhodes como "The Natural Nightmares". En mayo de 2020, Marshall comenzó una historia romántica con Allie, mientras ella lo acompañaba al ring para su combate a instancias de Brandi Rhodes y Dustin Rhodes.
En la edición del 31 de marzo de Dynamite, Marshall dio media vuelta después de atacar a Nightmare Family. A él se unieron Anthony Ogogo, Nick Comoroto y Aaron Solo formando un grupo disidente llamado The Factory. En AEW Blood and Guts, Marshall perdió ante Cody Rhodes. En la primavera del 2023, Marshall comenzó a hacer segmentos en Dynamite y Rampage llamados "QTV", donde, al estilo de Harvey Levin en TMZ, difundía chismes sobre otros luchadores de AEW. Junto a él en este nuevo establo estarían Solo, Powerhouse Hobbs, Harley Cameron y Johnny TV.
El 27 de noviembre de 2023 en un comunicado en las redes sociales, Marshall anunció que renunciará a AEW a finales de este año, tras varios desacuerdos contractuales.

## Campeonatos y logros
- Jersey Championship Wrestling
  - JCW Heavyweight Championship (1 vez)

- International Wrestling Association Puerto Rico
  - IWA Puerto Rico Championship (1 vez)

- Lucha Libre AAA Worldwide
  - Campeonato Latinoamericano de AAA (1 vez)

- Monster Factory Pro Wrestling
  - MFPW Heavyweight Championship (1 vez)
  - MFPW Tag Team Championship (1 vez) con Punishment Martinez

- Southern Championship Wrestling Florida
  - SCW Florida Heavyweight Championship (3 veces)